# Lucius Furius Camillus (Konsul 338 v. Chr.)
Lucius Furius Camillus war ein Mitglied des römischen Patriziergeschlechts der Furier und 338 sowie 325 v. Chr. Konsul.

## Leben
Laut der Filiationsangabe der Triumphalakten trug der Vater von Lucius Furius Camillus das Pränomen Spurius und sein Großvater das Pränomen Marcus. Letzterer war der berühmte Marcus Furius Camillus, der bedeutendste Vertreter der Gens Furia. Dessen Sohn Spurius Furius Camillus, der Vater des hier behandelten Lucius Furius Camillus, amtierte 366 v. Chr. als erster gewählter Prätor.
338 v. Chr. erreichte Lucius Furius Camillus zum ersten Mal das Konsulat, wobei er Gaius Maenius zum Amtskollegen hatte. In diesem Jahr konnten die beiden Konsuln den zwei Jahre zuvor, 340 v. Chr., ausgebrochenen Latinerkrieg siegreich beenden. Der alte latinische Städtebund wurde aufgelöst und Latium stand nun endgültig unter römischer Kontrolle. Der Althistoriker Friedrich Münzer hält die für die Kriegsereignisse von 338 v. Chr. vor allem beim römischen Geschichtsschreiber Titus Livius vorliegende Überlieferung für einigermaßen glaubwürdig. Laut den Triumphalakten und Livius gelangen Camillus militärische Erfolge gegen die Pedaner und Tiburtiner, über die er anschließend einen Triumph abhalten durfte. Als besondere, damals wohl zum ersten Mal für römische Senatoren vergebene Auszeichnung wurden Reiterstatuen beider Konsuln auf dem Forum aufgestellt. Livius lässt als ausschmückendes Beiwerk seiner Geschichtsdarstellung Camillus eine Rede halten, in der dieser sich für eine milde Behandlung der besiegten Latiner ausspricht.
325 v. Chr. konnte Camillus erneut das höchste Staatsamt antreten, diesmal gemeinsam mit Decimus Iunius Brutus Scaeva. Im Vorjahr war der zweite Krieg, den Rom gegen die Samniten führte, ausgebrochen. Angeblich weil Camillus ernsthaft krank war, musste er das ihm zugefallene Kommando für diesen Krieg abgeben und einen Diktator ernennen, der an seiner Stelle gegen die Samniten kämpfen sollte. Diese Aufgabe fiel dem Konsul des Vorjahres, Lucius Papirius Cursor, zu.
Später wird Camillus in den Quellen nicht mehr erwähnt.